# Piotr Jaksa Bykowski
Piotr Jaksa Bykowski (ur. 31 stycznia 1823 w Jakuszyńcach, zm. 3 czerwca 1889 w Warszawie) – polski powieściopisarz, eseista i prawnik. 

## Życiorys
Pochodził z polskiej rodziny szlacheckiej należącej do szlachty bracławskiej. Urodził się w majątku swoich rodziców – Jakuszyńcach. Ojciec - Antoni Faustyn (1780–1840) był marszałkiem szlachty powiatu winnickiego. Matka – Franciszka z Kamieńskich, także wywodziła się ze znanego polskiego (podolskiego) rodu szlacheckiego. Piotr był spokrewniony m.in. z innym uznanym literatem, a także konfederatem barskim – Ignacym Jaksa-Bykowskim (1750–1817). 
Tradycje rodzinne spowodowały, że już w młodym wieku zaczął interesować się literaturą piękną, poezją i historią ojczystego kraju – Polski, i Jej dwóch najbliższych mu krain – Podola i Ukrainy. 
Edukację rozpoczął w Winnicy wraz ze swoim starszym o trzy lata bratem. Studiował tam w prywatnym pensjonacie M. Bogatka, a także w Winnickim Gimnazjum Państwowym w którym w przeważającej części kadrę wychowawczą stanowili polscy profesorowie, a same wykłady odbywały się głównie w języku polskim. Wówczas jego zainteresowania oscylowały wokół zagadnień prawniczych i historycznych. Gimnazjum ukończył w 1841 i w tym samym roku rozpoczął naukę na Uniwersytecie Kijowskim na kierunku prawo. Podczas nauki w Kijowie napisał kilka prac naukowych dotyczących polskiego systemu prawnego na Podolu i Kijowszczyźnie (Ukrainie) w okresie I Rzeczypospolitej; prace te nie zachowały się do dziś. W 1847 Jaksa-Bykowski uzyskał tytuł doktora prawa, następnie podjął pracę administratorską w Winnicy oraz praktykował w uzyskanym zawodzie. 
W 1848 zamieszkał w Kamieńcu Podolskim. Brał czynny udział w życiu społecznym. W mieście szybko odnalazł się wśród tutejszych ludzi nauki z których przeważającą część stanowili Polacy. Już rok później, w 1849, zostaje kierownikiem amatorskiego szlacheckiego teatru, który uznaje się za pierwszy teatr na Podolu. Od lat '50 XIX wieku zaczyna publikować swoje artykuły w miejscowej podolskiej prasie, a nieco później także w czasopismach warszawskich m.in.: „Dziennik Warszawski” i „Gazeta Codzienna”. Lata '50 to także początek literackiej twórczości Jaksy-Bykowskiego, wówczas to zaczyna pisać swoje utwory literackie. Jednak zadebiutował dopiero w 1860 dramatem teatralnym Urodzenie, chociaż już z okresu wcześniejszego są znane jego utwory, m.in. Serce i posag. Urodzenie uzyskało poklask i uznanie wśród polskich literatów od Prawobrzeżnej Ukrainy przez Kamieniec Podolski, Wilno, Lwów, aż po Kraków i Warszawę. Do popularności utworu przyczynił się czas jego wydania, mianowicie na kilka dni przed wybuchem powstania styczniowego. 
Oficjalnie prowadzony przez Jaksę-Bykowskiego szlachecki teatr został zalegalizowany przez zaborcze władze rosyjskie dopiero w 1859.
Mimo sympatyzowania ze Stronnictwem czerwonych i prawdopodobnie związków z podziemiem niepodległościowym reprezentowanym przez Stefana Bobrowskiego Piotr Jaksa-Bykowski nie wziął bezpośrednio udziału w powstaniu styczniowym na Podolu, bowiem zdawał sobie sprawę, że nie ma ono na tym obszarze większych szans powodzenia, głównie ze względu na brak do niego przychylności ludności ukraińskiej.
Po upadku powstania styczniowego zarówno na Kamieniec Podolski, jak i inne miasta spadły rosyjskie represje. Wszelkie polskie instytucje i organizacje zostały zlikwidowane, język polski w oficjalnym obiegu zniesiony, a polska inteligencja tysiącami była zsyłana na Syberię. W tym czasie Piotr Jaksa-Bykowski opuścił Kamieniec i przybył jeszcze w 1863 do Warszawy. 
W Warszawie Jaksa-Bykowski pracował w Izbie Rozliczeniowej. W okresie warszawskim powstało najwięcej jego dzieł literackich i historycznych, opisujących przede wszystkim staropolska kulturę szlachecką ludności Prawobrzeżnej Ukrainy i Podola.

## Twórczość
Piotr Jaksa-Bykowski jest autorem około 20 powieści, blisko 100 opowiadań, nowel i szkiców, a także ok. 10 prac historycznych. 
Akcja gawęd i powieści historycznych Bykowskiego działa się często w środowisku szlachty kresowej schyłku I Rzeczypospolitej. Opierała się na tradycyjnych motywach, takich jak konflikt międzypokoleniowy, międzysąsiedzkie antagonizmy, procesy sądowy. Świat sarmacki był w tych powieściach idealizowany, zaś nurty oświeceniowe – krytykowane. Bohaterowie utworów to np. drobny szlachcic, sługa oddany panu czy prawnik walczący o sprawiedliwy wyrok. 
Wybrane utwory:
- Serce i posag (1859)
- Urodzenie (1860)
- Pomniki włóczęgi (wydane w czterech tomach) (1867, 1871–72, 1874)
- Nomina sunt odiosa („Nie będziemy wspominać imion"” (1872)
- Skarby prababki (wydane w dwóch tomach) (1874)
- Ostatni sejmikowicze (1876)
- Jelowiczanie Bukojemscy, historia prawdziwa dawnej rodziny i kawałki ziemi (1879)
- Resztki zeszłowiecznych oryginałów – Wacław Rzewuski (1879)
- Kłosy (1879)
- Chorągwie Kmitów (1880)
- Faktor hetmański (1881)
- Sądy podkomorskie (1882).
- Ostatni sejmik województwa Bracławskiego (1885)
- Czeczotka (1885)
- Awanturnicy w. XVIII (1886–1887)
- Glinkowie, stara historia starego rodu (1887)
- Maleparta (1891}

## Literatura dodatkowa
- Tadeusz Turkowski: Bykowski Jaksa Piotr. W: Polski Słownik Biograficzny. T. III: Brożek Jan – Chwalczewski Franciszek. Kraków: Polska Akademia Umiejętności – Skład Główny w Księgarniach Gebethnera i Wolffa, 1937, s. 164–165. Reprint: Zakład Narodowy im. Ossolińskich, Kraków 1989, ISBN 83-04-03291-0
- Wiktor Melnyk. Piotr Jaksa-Bykowski - polski pisarz z Podola. „Kurier Galicyjski”. 1 (149), 13-30 stycznia 2012.